# Matiranga
Matiranga (en bengali : মাটিরাঙ্গা) est une upazila du Bangladesh dans le district de Khagrachari. En 1991, on y dénombrait 71 949 habitants.